# 文山郡

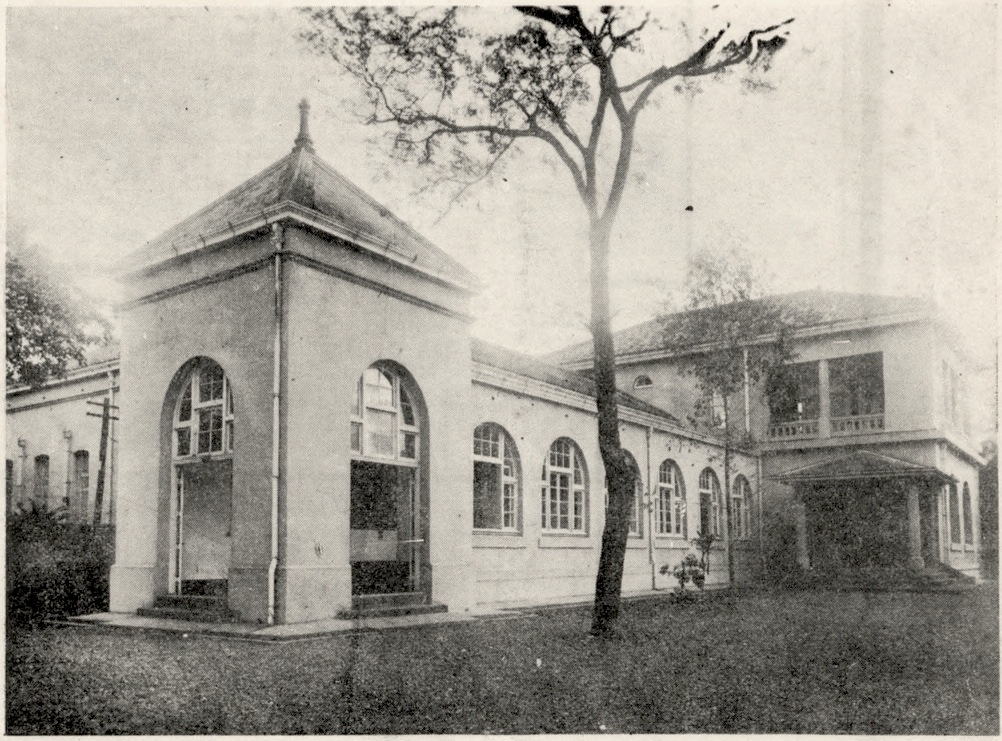
文山郡役所

文山郡（ぶんさんぐん）は日本統治時代の台湾に存在した行政区画の一つであり、台北州に属した。

## 概要
文山郡は郡役所が設置された新店街以外に深坑庄、石碇庄、坪林庄、蕃地、現在の台北市文山区、新北市新店区、深坑区、石碇区、坪林区、烏来区等の地域を管轄していた。文山包種茶の文山は文山郡に由来する。

## 歴代首長

### 郡守
- 生野猪六[1]：1920年9月1日 -
- 岡村勝次郎[2]：1921年12月5日 -
- 中島与一[3]：1924年12月23日 -
- 熊井才吉[4]：1931年5月23日[5] -
- 吉田駛馬[6]：1932年4月21日[7] -
- 田中鉄太郎[8]：1935年9月27日[9] -
- 山下若松[10]：1937年11月30日[11] -
- 泥谷帯刀[12]：1939年4月21日 -
- 津田健治[13]：1941年6月6日[14] -